# 京都市立第二商業学校
| 京都市立第二商業学校 | 京都市立第二商業学校      |
| -------------------- | ------------------------- |
| 創立                 | 1910年（明治43年）5月28日 |
| 所在地               | 京都府京都市              |
| 初代校長             | 大澤渚                    |
| 廃止                 | 1948年                    |
| 後身校               | 京都市立西陣商業高等学校  |
| 同窓会               |                           |

京都市立第二商業学校（きょうとしりつだいにしょうぎょうがっこう）は、京都府京都市に1910年から1948年まで存在した旧制商業学校。略称は「京都二商」、「京二商」。廃校時の名称は「京都市立西陣商業高等学校」

## 沿革
京都市立第二商業学校は、京都市立第一商業学校（京都一商、後の京都市立西京高等学校の前身）の生徒数増加を受けて1910年に西陣に開校し、1920年代はじめに西ノ京の新校地へ移転した。1926年には、京都府内初の長水路公認プールが設けられた。西陣に開校当時の場所は浄福寺今出川上ル。
第二次世界大戦末期、1944年7月から、3年生以上の生徒たちおよそ750人が舞鶴海軍工廠に勤労動員されて東舞鶴駅近くの寄宿舎で生活するようになった。1945年1月に作業中の事故で死者が出たほか、7月末の空襲で多くの犠牲者を出した。
戦後の1948年、学制改革によって京都二商は京都市立西陣商業高等学校と改称したものの、同年中に廃校とされた。なお、京都二商は同年4月に開催された第20回選抜高等学校野球大会に出場して決勝まで勝ち進み、決勝戦では同じ京都市内の京都一商と対戦した。試合は、延長11回の裏に一商が得点して0-1でサヨナラ勝ちを収め、二商は準優勝となった。
二商の旧校地は後に京都市立北野中学校に引き継がれ、同校敷地内には京都市立第二商業学校の記念碑などが遺されている。

### 年表
- 1899年（明治32年）3月 - 第四高等小学校が五辻通浄福寺西入一色町に設立される[8][9]。
- 1910年（明治43年）
  - 3月31日 - 第四高等小学校閉校。
  - 5月28日 - 第四高等小学校跡地（五辻通浄福寺西入一色町）に、京都市立第二商業学校が開校[10]。
- 1917年（大正6年）3月 - 京都市立第二商業学校が、西ノ京中保町に移転[11]。
- 1947年（昭和22年）5月5日 - 学制改革により付設された新制中学校の開校式が行われる[12]。
- 1948年（昭和23年）
  - 4月 - 京都市立第二商業学校の校地校舎により京都市立北野中学校が創立する[12]。京都市立第二商業学校の校名が京都市立西陣商業高等学校となる。
  - 10月 -　閉校（京都市立西京高等学校に統合）。